# Джордж Стефенсон
Джордж Сте́фенсон (англ. George Stephenson; 9 червня 1781 — 12 серпня 1848), англійський винахідник. Відомий як винахідник паротяга.

## Біографія
Народився 9 червня 1781 в містечку Вайлем поблизу Ньюкасла. З 14 років працював помічником у батька, заміряв вміст газу у вугільній шахті Дьюлі. У вільний час займався ремонтом годинників.
У 1812 став головним механіком Кіллінгуортських копалень. Щоб полегшити підйом вугілля на шахтну поверхню, розробив спеціальну парову машину-лебідку, яка за допомогою каната тягнула вагонетки похилим стовбуром.
Ознайомившись з будовою парової машини Ватта, в 1813 розпочав конструювати паровоз.
У 1814 спроєктував і успішно випробував свій перший паротяг «Блюхер», призначений для транспортування вугілля рудничною рейковою колією. Успішний пробний рейс паровоза відбувся 25 липня 1814.
У 1815 отримав патент на винахід пристрою парового дуття для котла, а також безпечної шахтної лампи (майже одночасно з Гемфрі Деві).
У 1819-1822 керував будівництвом 13-кілометрової залізничної гілки до копальні Хеттона.
У 1825 побудував паровоз вагою 8 тонн, що розвивав швидкість до 26 км/год. Очолював будівництво залізниці Ліверпуль — Манчестер. Першим прийшов до думки про необхідність прокладки тунелів і зведення залізничних насипів на ділянках з сильним нахилом; був ініціатором заміни литих чавунних рейок на ковані сталеві.
У 1847 заснував і очолив Інститут інженерів-механіків.
Помер у Честерфілді 12 серпня 1848.
Джорджа Стефенсона зобразили на британській банкноті номіналом 5 фунтів.